# Роялтон (Пенсільванія)
Роялтон (англ. Royalton) — місто (англ. borough) в США, в окрузі Дофін штату Пенсільванія. Населення — 1138 осіб (2020).

## Географія
Роялтон розташований за координатами 40°11′9″ пн. ш. 76°43′26″ зх. д. / 40.18583° пн. ш. 76.72389° зх. д. (40.185784, -76.723944).  За даними Бюро перепису населення США в 2010 році місто мало площу 0,87 км², з яких 0,78 км² — суходіл та 0,08 км² — водойми.

## Демографія
Згідно з переписом 2010 року, у селищі мешкало 907 осіб у 390 домогосподарствах у складі 254 родин. Густота населення становила 1047 осіб/км².  Було 427 помешкань (493/км²).
Расовий склад населення:
| - 90,6 % — білих - 3,0 % — чорних або афроамериканців - 0,8 % — корінних американців - 0,2 % — азіатів |

До двох чи більше рас належало 5,0 %. Частка іспаномовних становила 4,3 % від усіх жителів.
За віковим діапазоном населення розподілялося таким чином: 19,8 % — особи молодші 18 років, 65,3 % — особи у віці 18—64 років, 14,9 % — особи у віці 65 років та старші. Медіана віку мешканця становила 42,8 року. На 100 осіб жіночої статі у селищі припадало 94,2 чоловіків;  на 100 жінок у віці від 18 років та старших — 93,9 чоловіків також старших 18 років.
Середній дохід на одне домашнє господарство  становив 57 199 доларів США (медіана — 53 281), а середній дохід на одну сім'ю — 65 661 долар (медіана — 58 036). Медіана доходів становила 42 391 долар для чоловіків та 36 964 долари для жінок. За межею бідності перебувало 15,1 % осіб, у тому числі 31,4 % дітей у віці до 18 років та 0,0 % осіб у віці 65 років та старших.
Цивільне працевлаштоване населення становило 511 осіб. Основні галузі зайнятості: освіта, охорона здоров'я та соціальна допомога — 18,2 %, роздрібна торгівля — 14,5 %, виробництво — 13,1 %, транспорт — 12,1 %.